# Szaturnusz-díj a legjobb nemzetközi filmnek
A legjobb nemzetközi filmnek járó Szaturnusz-díjat évente adja át az Academy of Science Fiction, Fantasy & Horror Films szervezet. 
A díjjal az Amerikai Egyesült Államokon kívül gyártott és/vagy nem angol nyelvű filmes alkotásokat jutalmazzák a hetedik, 1980-as díjátadó óta. A kategóriát az 1983-as, 10. díjátadó után megszüntették és csak két évtizeddel később, a 2007-es, 33. díjátadóval vezették be újra.

## Győztesek és jelöltek
Győztes film
- – Oscar-nyertes mű legjobb film kategóriában.
- – Oscarra jelölt mű legjobb film kategóriában.

(MEGJEGYZÉS: Az Év oszlop az adott művek megjelenési évére utal, a tényleges díjátadó ceremóniát a következő évben rendezték meg.)

### 1979–1982
Megjegyzés: A díjat az 1970-es években a „legjobb idegen film” (Best Foreign Film) néven adták át
| Év                  | Magyar cím                      | Eredeti cím                        | Ország                                  | Nyelv               |
| ------------------- | ------------------------------- | ---------------------------------- | --------------------------------------- | ------------------- |
| 1979 (7. díjátadó)  | Nick Carter, a szuperdetektív   | Adéla jeste nevecerela             | Csehszlovákia                           | cseh                |
| 1979 (7. díjátadó)  | A legyőzhetetlen                | Circle of Iron                     | Amerikai Egyesült Államok               | angol               |
| 1979 (7. díjátadó)  | Nosferatu: Az éjszaka fantomja  | Nosferatu: Phantom der Nacht       | NSZK · Franciaország                    | angol, német, román |
| 1979 (7. díjátadó)  |                                 | Patrick                            | Ausztrália                              | angol               |
| 1979 (7. díjátadó)  | Csillagháború                   | Starcrash                          | Amerikai Egyesült Államok · Olaszország | angol               |
| 1979 (7. díjátadó)  | Üzenet az űrből                 | Uchu kara no messeji               | Japán                                   | japán               |
| 1980 (8. díjátadó)  | Agyfürkészők                    | Scanners                           | Kanada                                  | angol               |
| 1980 (8. díjátadó)  | III. Lupin: Cagliostro kastélya | Rupan sansei: Kariosutoro no shiro | Japán                                   | japán               |
| 1980 (8. díjátadó)  | Az elcserélt gyermek            | The Changeling                     | Kanada · USA                            | angol               |
| 1980 (8. díjátadó)  |                                 | Harlequin                          | Ausztrália                              | angol               |
| 1980 (8. díjátadó)  | A rettegés vonata               | Terror Train                       | Kanada · USA                            | angol               |
| 1981 (9. díjátadó)  | A tűz háborúja                  | Quest for Fire                     | Franciaország · Kanada · USA            | kitalált nyelv      |
| 1981 (9. díjátadó)  | A lány szelleme                 | Full Circle                        | Kanada · Egyesült Királyság             | japán               |
| 1981 (9. díjátadó)  | Vágóhíd négy keréken            | Roadgames                          | Ausztrália                              | angol               |
| 1981 (9. díjátadó)  | Időbanditák                     | Time Bandits                       | Egyesült Királyság                      | angol               |
| 1981 (9. díjátadó)  | Az erdei kápolna titka          | The Watcher in the Woods           | USA · Egyesült Királyság                | angol               |
| 1982 (10. díjátadó) | Mad Max 2.                      | Mad Max 2                          | Ausztrália                              | angol               |
| 1982 (10. díjátadó) | Láncreakció                     | The Chain Reaction                 | Ausztrália                              | angol               |
| 1982 (10. díjátadó) | Az erőszak iskolája             | Class of 1984                      | Kanada                                  | angol               |
| 1982 (10. díjátadó) | Az elátkozott ház               | The House Where Evil Dwells        | USA · Japán                             | angol               |
| 1982 (10. díjátadó) |                                 | The Last Horror Film               | USA                                     | angol               |

### 2000-es évek
| Év                  | Magyar cím                               | Eredeti cím                         | Ország                                      | Nyelv          |
| ------------------- | ---------------------------------------- | ----------------------------------- | ------------------------------------------- | -------------- |
| 2006 (33. díjátadó) | A faun labirintusa                       | El laberinto del fauno              | Mexikó                                      | spanyol        |
| 2006 (33. díjátadó) | Apocalypto                               | Apocalypto                          | USA                                         | spanyol        |
| 2006 (33. díjátadó) | Az aranyszirmok átka                     | Man cheng jin dai huang jin jia     | Kína                                        | kínai          |
| 2006 (33. díjátadó) | Félelem nélkül                           | Huo Yuan Jia                        | Kína                                        | kínai          |
| 2006 (33. díjátadó) | A gazdatest                              | Gwoemul                             | Dél-Korea                                   | koreai         |
| 2006 (33. díjátadó) | Levelek Ivo Dzsimáról                    | Iōjima Kara no Tegami               | USA                                         | japán          |
| 2007 (34. díjátadó) | Eastern Promises – Gyilkos ígéretek      | Eastern Promises                    | Kanada · Egyesült Királyság                 | angol          |
| 2007 (34. díjátadó) | Fekete Könyv                             | Zwartboek                           | Hollandia                                   | holland, német |
| 2007 (34. díjátadó) | Nappali őrség                            | Dnevnoy dozor                       | Oroszország                                 | orosz          |
| 2007 (34. díjátadó) | Goya kísértetei                          | Goya's Ghosts                       | Spanyolország · USA                         | angol          |
| 2007 (34. díjátadó) | Árvaház                                  | El Orfanato                         | Spanyolország · Mexikó                      | spanyol        |
| 2007 (34. díjátadó) | Mesterdetektív                           | Sleuth                              | Egyesült Királyság                          | angol          |
| 2008 (35. díjátadó) | Engedj be!                               | Lat den rätte komma in              | Svédország                                  | svéd           |
| 2008 (35. díjátadó) | Banki meló                               | The Bank Job                        | Egyesült Királyság                          | angol          |
| 2008 (35. díjátadó) | A tiltott királyság                      | Gong Fu Zhi Wang                    | USA · Kína                                  | angol kínai    |
| 2008 (35. díjátadó) | Erőszakik                                | In Bruges                           | Egyesült Királyság                          | angol          |
| 2008 (35. díjátadó) | Gettómilliomos                           | Slumdog Millionaire                 | Egyesült Királyság · India                  | hindi angol    |
| 2008 (35. díjátadó) | Transz-Szibéria                          | Transsiberian                       | USA                                         | angol          |
| 2009 (36. díjátadó) | District 9                               | District 9                          | Dél-afrikai Köztársaság                     | angol          |
| 2009 (36. díjátadó) | Doctor Parnassus és a képzelet birodalma | The Imaginarium of Doctor Parnassus | Egyesült Királyság · Kanada · Franciaország | angol          |
| 2009 (36. díjátadó) | Lorna csendje                            | Le silence de Lorna                 | Belgium                                     | francia        |
| 2009 (36. díjátadó) | Vörös szikla                             | Chibi                               | Kína                                        | mandarin       |
| 2009 (36. díjátadó) | Elrabolva                                | Taken                               | Franciaország                               | angol          |
| 2009 (36. díjátadó) | Szomjúság                                | Bakjwi                              | Dél-Korea                                   | koreai         |

### 2010-es évek
| Év                       | Magyar cím                                           | Eredeti cím                                           | Ország                                                                    | Nyelv                                     |
| ------------------------ | ---------------------------------------------------- | ----------------------------------------------------- | ------------------------------------------------------------------------- | ----------------------------------------- |
| 2010 (37. díjátadó)      | Szörnyek                                             | Monsters                                              | Egyesült Királyság                                                        | angol                                     |
| 2010 (37. díjátadó)      | A kilencedik légió                                   | Centurion                                             | Egyesült Királyság                                                        | angol                                     |
| 2010 (37. díjátadó)      | A tetovált lány                                      | Män som hatar kvinnor                                 | Svédország                                                                | svéd                                      |
| 2010 (37. díjátadó)      | Metropolis                                           | Metropolis                                            | Németország                                                               | német                                     |
| 2010 (37. díjátadó)      |                                                      | Madeo                                                 | Dél-Korea                                                                 | koreai                                    |
| 2010 (37. díjátadó)      |                                                      | Rare Exports: A Christmas Tale                        | Finnország                                                                | finn angol                                |
| 2011 (38. díjátadó)      | A bőr, amelyben élek                                 | La piel que habito                                    | Spanyolország                                                             | spanyol                                   |
| 2011 (38. díjátadó)      | Idegen arcok                                         | Attack the Block                                      | Egyesült Királyság                                                        | angol                                     |
| 2011 (38. díjátadó)      | Largo Winch – Az örökös                              | Largo Winch                                           | Franciaország · Belgium                                                   | francia                                   |
| 2011 (38. díjátadó)      | Melankólia                                           | Melancholia                                           | Dánia · Franciaország                                                     | angol                                     |
| 2011 (38. díjátadó)      | Visszakézből                                         | À bout portant                                        | Franciaország                                                             | francia                                   |
| 2011 (38. díjátadó)      | A trollvadász                                        | Trolljegeren                                          | Norvégia                                                                  | norvég                                    |
| 2012 (39. díjátadó)      | Fejvadászok                                          | Hodejegerne                                           | Norvégia                                                                  | norvég, dán, svéd, orosz, angol           |
| 2012 (39. díjátadó)      | Anna Karenina                                        | Anna Karenina                                         | Egyesült Királyság                                                        | angol                                     |
| 2012 (39. díjátadó)      | Szilvás csirke                                       | Poulet aux prunes                                     | Franciaország · Németország · Belgium                                     | francia                                   |
| 2012 (39. díjátadó)      | A tündér                                             | La fée                                                | Belgium · Franciaország                                                   | francia                                   |
| 2012 (39. díjátadó)      |                                                      | Mai wei                                               | Dél-Korea                                                                 | koreai, japán, orosz, német, kínai, angol |
| 2012 (39. díjátadó)      | Veszélyes ultimátum                                  | Pusher                                                | Egyesült Királyság                                                        | angol                                     |
| 2013 (40. díjátadó)      | Csúnya, gonosz bácsik                                | Big Bad Wolves                                        | Izrael                                                                    | héber                                     |
| 2013 (40. díjátadó)      | Hófehérke                                            | Blancanieves                                          | Spanyolország                                                             | némafilm (spanyol felirat)                |
| 2013 (40. díjátadó)      | Emberrablás                                          | Kapringen                                             | Dánia                                                                     | dán                                       |
| 2013 (40. díjátadó)      | Majd újra lesz nyár                                  | How I Live Now                                        | Egyesült Királyság                                                        | angol                                     |
| 2013 (40. díjátadó)      | Vonzások                                             | Stoker                                                | USA · Egyesült Királyság                                                  | angol                                     |
| 2013 (40. díjátadó)      | Világvége                                            | The World's End                                       | Egyesült Királyság                                                        | angol                                     |
| 2014 (41. díjátadó)      | A mindenség elmélete                                 | The Theory of Everything                              | Egyesült Királyság                                                        | angol                                     |
| 2014 (41. díjátadó)      | Madarak és emberek                                   | Bird People                                           | Franciaország                                                             | francia, angol                            |
| 2014 (41. díjátadó)      | Kálvária                                             | Calvary                                               | Írország · Egyesült Királyság                                             | angol                                     |
| 2014 (41. díjátadó)      | Lavina                                               | Force Majeure                                         | Svédország · Franciaország · Norvégia                                     | svéd, angol, francia, norvég              |
| 2014 (41. díjátadó)      | Tajtékos napok                                       | L'écume des jours                                     | Franciaország · Belgium                                                   | francia                                   |
| 2014 (41. díjátadó)      | A háború démonjai                                    | The Railway Man                                       | Egyesült Királyság · Ausztrália                                           | angol                                     |
| 2015 (42. díjátadó)      |                                                      | Turbo Kid                                             | Kanada · Új-Zéland                                                        | angol                                     |
| 2015 (42. díjátadó)      | Jó éjt, anyu!                                        | Ich seh ich seh                                       | Ausztria                                                                  | német                                     |
| 2015 (42. díjátadó)      | A százéves ember, aki kimászott az ablakon és eltűnt | Hundraåringen som klev ut genom fönstret och försvann | Svédország                                                                | svéd                                      |
| 2015 (42. díjátadó)      | A hallgatás útvesztője                               | Im Labyrinth des Schweigens                           | Németország                                                               | német                                     |
| 2015 (42. díjátadó)      | Legenda                                              | Legend                                                | Egyesült Királyság                                                        | angol                                     |
| 2015 (42. díjátadó)      |                                                      | Bølgen                                                | Norvégia                                                                  | norvég                                    |
| 2016 (43. díjátadó)      | A szobalány                                          | Ah-ga-ssi                                             | Dél-Korea                                                                 | koreai                                    |
| 2016 (43. díjátadó)      | Áldozat?                                             | Elle                                                  | Franciaország · Németország                                               | francia                                   |
| 2016 (43. díjátadó)      | Az eltűnés sorrendjében                              | Kraftidioten                                          | Norvégia                                                                  | norvég                                    |
| 2016 (43. díjátadó)      |                                                      | Mei ren yu                                            | Kína · Hongkong                                                           | kínai                                     |
| 2016 (43. díjátadó)      |                                                      | Shin Gojira                                           | Japán                                                                     | japán                                     |
| 2016 (43. díjátadó)      |                                                      | Under the Shadow                                      | Katar · Jordánia · Egyesült Királyság                                     | perzsa                                    |
| 2017 (44. díjátadó)      | Báhubali – a befejezés                               | Baahubali 2: The Conclusion                           | India                                                                     | telugu                                    |
| 2017 (44. díjátadó)      | Megtorlás                                            | Brimstone                                             | Hollandia · Franciaország · Németország · Svédország · Egyesült Királyság | angol                                     |
| 2017 (44. díjátadó)      |                                                      | The Lodgers                                           | Írország                                                                  | angol                                     |
| 2017 (44. díjátadó)      |                                                      | The Man Who Invented Christmas                        | Írország · Kanada                                                         | angol                                     |
| 2017 (44. díjátadó)      | A négyzet                                            | The Square                                            | Svédország · Németország · Franciaország · Dánia                          | svéd, angol, dán                          |
| 2017 (44. díjátadó)      |                                                      | Zhan lang II                                          | Kína                                                                      | kínai, angol                              |
| 2018/2019 (45. díjátadó) | Gyújtogatók                                          | Beoning                                               | Dél-Korea                                                                 | koreai                                    |
| 2018/2019 (45. díjátadó) |                                                      | Aniara                                                | Svédország · Dánia                                                        | svéd, dán                                 |
| 2018/2019 (45. díjátadó) | Határeset                                            | Gräns                                                 | Svédország                                                                | svéd                                      |
| 2018/2019 (45. díjátadó) |                                                      | Ghost Stories                                         | Egyesült Királyság                                                        | angol                                     |
| 2018/2019 (45. díjátadó) | A bűnös                                              | Den skyldige                                          | Dánia                                                                     | dán                                       |
| 2018/2019 (45. díjátadó) | Árnyék                                               | Ying                                                  | Kína                                                                      | kínai                                     |
| 2019/2020 (46. díjátadó) | Élősködők                                            | Gisaengchung                                          | Dél-Korea                                                                 | koreai                                    |
| 2019/2020 (46. díjátadó) | Jojo Nyuszi                                          | Jojo Rabbit                                           | Egyesült Államok · Új-Zéland · Csehország                                 | angol                                     |
| 2019/2020 (46. díjátadó) |                                                      | The Nightingale                                       | Ausztrália                                                                | angol ír palawa kani                      |
| 2019/2020 (46. díjátadó) | Hivatali titkok                                      | Official Secrets                                      | Egyesült Államok · Egyesült Királyság                                     | angol                                     |
| 2019/2020 (46. díjátadó) | Szputnyik                                            | Спутник                                               | Oroszország                                                               | orosz                                     |
| 2019/2020 (46. díjátadó) | A hegyek szigete                                     | La Gomera                                             | Románia · Franciaország · Németország                                     | román angol spanyol El silbo              |

### 2020-as évek
| Év                       | Magyar cím                    | Eredeti cím                   | Ország                 | Nyelv                        |
| ------------------------ | ----------------------------- | ----------------------------- | ---------------------- | ---------------------------- |
| 2021/2022 (50. díjátadó) |                               | RRR                           | India                  | telugu                       |
| 2021/2022 (50. díjátadó) | Downton Abbey: Egy új korszak | Downton Abbey: A New Era      | Egyesült Királyság     | angol                        |
| 2021/2022 (50. díjátadó) | Eiffel                        | Eiffel                        | Franciaország          | francia                      |
| 2021/2022 (50. díjátadó) | Én vagyok a te embered        | Ich bin dein Mensch           | Németország            | német                        |
| 2021/2022 (50. díjátadó) | Az igazság bajnokai           | Retfærdighedens Ryttere       | Dánia                  | dán                          |
| 2021/2022 (50. díjátadó) | Csendes éj                    | Silent Night                  | Egyesült Királyság     | angol                        |
| 2022/2023 (51. díjátadó) | Sisu                          | Sisu                          | Finnország             | finn                         |
| 2022/2023 (51. díjátadó) | Madeleine Collins             | Madeleine Collins             | Franciaország          | francia                      |
| 2022/2023 (51. díjátadó) | Eltűnt                        | Iti Mapukpukaw                | Fülöp-szigetek         | ilokano, tagalog (filippínó) |
| 2022/2023 (51. díjátadó) | A bűn melegágya               | L'Origine du mal              | Franciaország · Kanada | francia                      |
| 2022/2023 (51. díjátadó) |                               | 비공식작전 (Bigongsigjagjeon) | Dél-Korea              | koreai                       |
| 2022/2023 (51. díjátadó) | A látogatás                   | Speak No Evil                 | Dánia                  | dán                          |
| 2023/2024 (52. díjátadó) | Godzilla Minus One            | Gojira Mainasu Wan            | Japán                  | japán                        |
| 2023/2024 (52. díjátadó) |                               | Le Règne animal               | Franciaország          | francia                      |
| 2023/2024 (52. díjátadó) |                               | Kill                          | India                  | hindi                        |
| 2023/2024 (52. díjátadó) | A Majomember                  | Monkey Man                    | Kanada · India         | angol hindi                  |
| 2023/2024 (52. díjátadó) | Valami különös                | Oddity                        | Írország               | angol                        |
| 2023/2024 (52. díjátadó) | A hó társadalma               | La sociedad de la nieve       | Spanyolország          | spanyol                      |

## Fordítás
- Ez a szócikk részben vagy egészben  a   Saturn Award for Best International Film című angol Wikipédia-szócikk fordításán alapul.  Az eredeti cikk szerkesztőit annak laptörténete sorolja fel. Ez a jelzés csupán a megfogalmazás eredetét és a szerzői jogokat jelzi, nem szolgál a cikkben szereplő információk forrásmegjelöléseként.